# Everything Remains as It Never Was
Albums de Eluveitie
Slania / Evocation I - The Arcane Metal Hammer Edition
(2009) Helvetios
(2012)
Everything Remains As It Never Was est le quatrième album studio du groupe de folk metal suisse Eluveitie. Il existe une version digipack incluant deux pistes bonus et un DVD. Une vidéo a été tournée pour le titre Thousandfold

## Liste des titres

### Titres[2],[4]
1. Otherworld - 1:57
2. Everything Remains as It Never Was - 4:25
3. Thousandfold - 3:20
4. Nil - 3:43
5. The Essence of Ashes - 3:59
6. Isara - 2:44
7. Kingdom Come Undone - 3:22
8. Quoth the Raven - 4:42
9. (Do)minion - 5:07
10. Setlon - 2:36
11. Sempiternal Embers - 4:52
12. Lugdūnon - 4:01
13. The Liminal Passage - 2:15

### Titres bonus de la version digipack
1. Otherworld Set - 2:34
2. The Liminal Passage Set - 2:49

### Contenu du DVD
- Vidéo clip Thousandfold
- Making of video clip Thousandfold
- A closer look at the lyrics
- Making of album Everything Remains As It Never Was
- Recording of Thousandfold
- Recording of (Do)minion
- Recording of Quoth the Raven

## Classement des ventes[5]
| Pays     | Meilleure position |
| -------- | ------------------ |
| Suisse   | 8                  |
| Autriche | 22                 |
| Grèce    | 23                 |
| Finlande | 31                 |
| France   | 110                |